# Добошница
Добошница је насељено мјесто у Босни и Херцеговини, у граду Лукавац, које административно припада Федерацији Босне и Херцеговине. Према попису становништва из 2013. у насељу је живјело 2.696 становника.

## Становништво
| Националност       | 1991.          | 1981.          | 1971.          |
| Муслимани          | 3.438 (93,75%) | 3.508 (94,75%) | 2.864 (98,14%) |
| Срби               | 32 (0,87%)     | 49 (1,32%)     | 16 (0,54%)     |
| Хрвати             | 9 (0,24%)      | 4 (0,10%)      | 2 (0,06%)      |
| Југословени        | 108 (2,94%)    | 130 (3,51%)    | 7 (0,23%)      |
| остали и непознато | 80 (2,18%)     | 11 (0,29%)     | 29 (0,99%)     |
| Укупно             | 3.667          | 3.702          | 2.918          |